# Medicina espacial

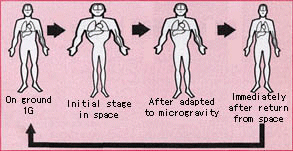
Os efeitos da microgravidade na distribuição dos fluidos corporais (muito exagerado).

Medicina espacial é a prática de medicina em astronautas no espaço exterior para assegurar que os astronautas trabalhem num ambiente seguro. O principal objetivo é descobrir o quão bem e por quanto tempo pessoas podem sobreviver às condições extremas do espaço, e o quão rápido elas podem se adaptar às condições da Terra depois de retornar das suas missões. Consequências médicas tais como cegueira e osteoporose têm sido associadas com voos espaciais tripulados.

## História
Hubertus Strughold (1898-1987), um médico e fisiologista ex-nazista, foi trazido para o Estados Unidos após a Segunda Guerra Mundial como parte da Operação Paperclip. Ele primeiro cunhou o termo "medicina espacial" em 1948 e foi o primeiro professor de Medicina Espacial da Faculdade de Medicina de Aviação (FMA) na Base da Força Aérea de Randolph , Texas. Em 1949 Strughold foi feito diretor do Departamento de Medicina Espacial no EMA (que agora é a Escola da Força Aérea norte-americana de Medicina Aeroespacial (EMA da Força Aérea norte-americana) na Base Aérea de Brooks , Texas). Ele desempenhou um papel importante no desenvolvimento do traje pressurizado usados pelos astronautas americanos adiantados. Ele foi co-fundador do ramo de medicina espacial da Associação Médica Aeroespacial em 1950. O Museu de História Espacial do Novo México através de uma comissão, o removeu, após os documentos do Tribunal Penal de Nuremberg, ligá-lo a experiências médicas em que detentos do campo de concentração de Dachau foram torturados e mortos.
Em 1950 Grey começa estudar os efeitos das acelerações sobre substâncias vivas.
Em 1952 Experimentos de aceleração com animais.
Em 1956 Gerathewohl descreve distúrbios de orientação que ocorrem na ausência de gravidade.
Em 1957, Henses experimenta o traje espacial em condições atmosféricas de 143 Km de altura e o Dr. Simons consegue ficar numa câmara hiperbárica mais de 32 horas a condições atmosféricas equivalente a 30.942 metros de altura.
Em 1958 se funda a NASA.
Em 1960, por meio do Sputnik V enviou ao espaço as cachorras Belka e Strelka, os primeiros seres biológicos que regressaram a Terra depois de 18 voltas em torno dela, e em 1961, o primeiro voo entorno da Terra com um ser humano, Gagarin. A necessidade humana de se adaptar a condições de ausência de gravidade da ordem de 7G e de ordem psicológica, condições ambientais anti naturais, confinamentos longos e ambiente estressante.

## Ligações Externas
- Description of space medicine (em inglês)
- NASA History Series Publications (em inglês)
- Sleep in Space, Digital Sleep Recorder used by NASA in STS-90 and STS-95 missions (em inglês)
- A Solution for Medical Needs and Cramped Quarters in Space - NASA (em inglês)